# Río Gévora
Der Río Gévora (portugiesisch Rio Xévora) ist ein ca. 74 km langer und mehrmals die Grenze überquerender nördlicher Nebenfluss des Guadiana im Distrikt Portalegre im Osten Portugals und in der Provinz Badajoz in der Autonomen Region Extremadura im Südwesten Spaniens.

## Verlauf
Der Río Gévora entspringt in der Serra de São Mamede im Nordosten der Region Alentejo. Er fließt durch dünn besiedeltes Gebiet nahezu konstant in südöstliche und südliche Richtungen. Seine Mündung in den Guadiana liegt ca. 3 km nordöstlich der Großstadt Badajoz in der Region Extremadura.

## Sehenswürdigkeiten
Ca. 5 km nördlich von Badajoz quert die ca. 220 m lange spätmittelalterliche Brücke Puente de Cantillana den Fluss.

## Sonstiges
In der Schlacht am Gévora (19. Februar 1811) vernichtete eine französische Heereseinheit bei Badajoz die dort versammelte und deutlich größere spanische Armee vollständig. Das Ereignis ist im Arc de Triomphe in Paris vermerkt.